# First Milestone
First Milestone är en klippa i Sydgeorgien och Sydsandwichöarna (Storbritannien). Den ligger i den nordvästra delen av Sydgeorgien och Sydsandwichöarna.
Terrängen runt First Milestone är kuperad. Havet är nära First Milestone åt nordost.